# Župnija Brusnice
Župnija Brusnice je rimskokatoliška teritorialna župnija dekanije Novo mesto in škofije Novo mesto.
Do 7. aprila 2006, ko je bila ustanovljena škofija Novo mesto, je bila župnija del nadškofije Ljubljana.